# Isoperla towadensis
Isoperla towadensis är en bäcksländeart som beskrevs av Okamoto 1912. Isoperla towadensis ingår i släktet Isoperla och familjen rovbäcksländor. Inga underarter finns listade i Catalogue of Life.